# Kadu (futebolista, 1986)
Ricardo Martins de Araújo, mais conhecido como Kadu (Brasília, 20 de julho de 1986), é um futebolista brasileiro que atua como zagueiro e volante. Atualmente, defende a Penapolense.

## Carreira

### Bragantino
Kadu começou a sua carreira profissional no Bragantino em 2006. Em 2007, Kadu têm boas atuações com o Bragantino (conquistando o quarto lugar no Campeonato Paulista), e assim despertou o interesse e assinou com o Corinthians, para jogar o Campeonato Brasileiro. Entretanto, jogou poucas partidas no clube paulista.

### Corinthians
Entre 2008 e 2009, o Corinthians emprestou o jogador para o Bragantino, tendo jogado 7 partidas e não marcando nenhum gol. Kadu esteve na campanha que culminou no rebaixamento do time para a Série B do campeonato brasileiro.

### Figueirense
Após o empréstimo para o Corinthians, Kadu teve uma passagem pelo time catarinense Figueirense durante o ano de 2010.

### Retorno ao Bragantino
Em 2011, volta ao Bragantino, onde permaneceu até meados de 2013.

### Vitória
Em setembro, o Vitória contratou para o restante da Série A, devido à saída de zagueiro titular, Gabriel Paulista. No time baiano, Kadu logo ganhou a confiança do técnico Ney Franco e foi titular absoluto na zaga ao lado de Victor Ramos. Com as boas atuações da equipe, o Vitória acabou o campeonato na quinta colocação, a melhor campanha de um time nordestino na era dos pontos corridos. Ao final do campeonato, Kadu se transferiu para o Braga, onde já tinha um pré-contrato assinado com o clube português.

### Braga
Kadu teve uma passagem rápida pelo Sporting Clube de Braga, de Portugal.

### Retorno ao Vitória
Em junho de 2014, após desentendimentos com o time português, retornou ao Vitória, agora num contrato definitivo. Kadu rapidamente recuperou a confiança do treinador Ney Franco e foi titular na maioria das partidas até o fim do Brasileirão, não evitando o rebaixamento do rubro-negro baiano para a Série B do ano seguinte. Marcou três gols no campeonato, um deles um golaço contra o São Paulo, numa derrota por 2 a 1 no Barradão, acertando um belo chute da intermediária e surpreendendo o goleiro Rogério Ceni. Ao final do ano, deixou o clube.

### Atlético Paranaense
Em 2015, Kadu foi contratado pelo Club Athletico Paranaense. Ao final da temporada o jogador desligou-se do clube.[carece de fontes?]

### Grêmio
Em janeiro de 2016, kadu foi anunciado como novo reforço do Grêmio, emprestado até o final de 2017. Não sendo aproveitado na equipe do Grêmio, seu empréstimo foi repassado para a equipe da Ponte Preta.

### Ponte Preta
Em abril de 2017, fechou contrato com a Ponte Preta de maneira por empréstimo. Depois de alguns meses fechou contrato de maneira definitiva com o clube do interior paulista, onde atuou por treze partidas.

### Göztepe
Ao fim de seu contrato com a Ponte Preta, Kadu fechou contrato com o futebol turco no time Göztepe Spor Kulübü.

### Chapecoense
Em janeiro de 2020, Kadu retonou para o futebol brasileiro. Atualmente, Kadu atua como jogador do clube catarinense Chapecoense.

## Títulos
Chapecoense
- Campeonato Catarinense: 2020[carece de fontes?]
- Campeonato Brasileiro - Série B: 2020[carece de fontes?]